# Faiditus gapensis
Faiditus gapensis är en spindelart som först beskrevs av Harriet Exline och Levi 1962.  Faiditus gapensis ingår i släktet Faiditus och familjen klotspindlar.
Artens utbredningsområde är Jamaica. Inga underarter finns listade i Catalogue of Life.